# Beatrice Hicks
Beatrice Alice Hicks (Orange, 2 gennaio 1919 – Princeton, 21 ottobre 1979) è stata un'ingegnere statunitense, la prima donna ingegnere ad essere assunta dalla Western Electric, nonché cofondatrice e prima presidente della Society of Women Engineers. 
Sviluppò un interruttore di densità del gas che sarebbe stato utilizzato nel programma spaziale statunitense, compreso nel programma Apollo.

## Biografia

### Gioventù e studi
Beatrice Hicks nacque nel 1919 da William Lux Hicks, un ingegnere chimico, e Florence Benedict. Sebbene i suoi genitori non sostenessero né si opposero al percorso professionale desiderato da Hicks, alcuni dei suoi insegnanti e compagni di classe cercarono di scoraggiarla dal diventare un ingegnere, considerandolo un ruolo socialmente inaccettabile per una donna. Si diplomò alla Orange High School nel 1935 e conseguì una laurea in ingegneria chimica al Newark College of Engineering (ora New Jersey Institute of Technology) nel 1939 come una delle due sole donne della sua classe. Durante il college lavorò nell'ufficio del tesoro di un negozio di Abercrombie & Fitch come operatore telefonico e nella biblioteca dell'università. Dopo aver conseguito la laurea rimase per tre anni al Newark College of Engineering come assistente di ricerca, dove studiò la storia delle invenzioni di Edward Weston e seguì corsi serali aggiuntivi.

### Carriera
Nel 1942 Hicks iniziò a lavorare presso la Western Electric Company, progettando e testando oscillatori a cristalli di quarzo a Kearny, nel New Jersey. Fu la prima donna ad essere assunta dalla Western Electric come ingegnere, lavorandovi per tre anni. Alla morte di suo padre entrò a far parte della Newark Controls Company di Bloomfield, nel New Jersey, una ditta di lavorazione dei metalli che suo padre aveva fondato, lavorandovi dapprima come ingegnere capo e poi come vicepresidente responsabile dell'ingegneria, prima di acquisire il controllo dell'azienda da suo zio nel 1955. Hicks progettò e brevettò un interruttore di densità del gas successivamente utilizzato nel programma spaziale statunitense e fu una pioniera nel campo dei sensori segnalanti il raggiungimento dei limiti strutturali dei dispositivi. Scrisse diversi articoli tecnici sull'interruttore di densità del gas e conseguì un master in fisica nel 1949 allo Stevens Institute of Technology. Completò inoltre alcuni corsi di laurea in ingegneria elettrica presso la Columbia University.
Nel 1950 Hicks e altre donne della costa orientale degli Stati Uniti iniziarono a incontrarsi in un'organizzazione, il cui obiettivo era far avanzare le donne ingegnere e aumentare la partecipazione femminile nell'ingegneria. L'organizzazione fu denominata Society of Women Engineers due anni dopo e Hicks ne fu presidente per due mandati consecutivi, dal 1950 al 1952. Nel 1963 la Society of Women Engineers le consegnò la sua più alta onorificenza, il Society of Women Engineers Achievement Award. Hicks viaggiò per gli Stati Uniti, sostenendo la causa delle donne ingegnere attraverso impegni di sensibilizzazione e di conversazione. Credeva che, seppur inizialmente sotto sorveglianza, le donne ingegnere sarebbero state anche accettate rapidamente.
Nel 1948 Hicks sposò il collega ingegnere Rodney Duane Chipp, che ricoprì due incarichi di direttore tecnico prima di avviare una società di consulenza. Nel 1960 la coppia fu selezionata dalla National Society of Professional Engineers per un mese di ricerca e di tour di conferenze in Sud America incentrati sulla cooperazione internazionale tra ingegneri statunitensi e sudamericani. Quando Chipp morì nel 1966, Hicks vendette la Newark Controls Company e rilevò l'attività di consulenza del defunto marito. Fu inoltre selezionata per far parte del Comitato consultivo per la difesa delle donne nei servizi tra il 1960 e il 1963, fu direttrice della prima conferenza internazionale di ingegneri e scienziati delle donne e rappresentò gli Stati Uniti in quattro Congressi internazionali sulla gestione.
Morì nel 1979 a Princeton, nel New Jersey.

## Premi e riconoscimenti professionali
Per il suo ruolo nella Newark Controls Company, la rivista Mademoiselle nominò Hicks "Woman of the Year in Business" nel 1952. Nel 1978 fu invitata a far parte della National Academy of Engineering, diventandone la sesta donna a far parte dell'organizzazione. Nel 2002 fu inserita nella National Women's Hall of Fame.
Ricevette dottorati honoris causa dall'Hobart e William Smith College, dal Rensselaer Polytechnic Institute, dallo Stevens Institute of Technology e dal Worcester Polytechnic Institute. Fu membro sia dell'American Society of Mechanical Engineers che dell'Institute of Electrical and Electronics Engineers.
Hicks inventò uno speciale monitor della densità del gas per il quale aveva ricevuto un brevetto, rivelatosi prezioso nel programma spaziale statunitense in rapida crescita.
Nel 2017 è stata inserita nella National Inventors Hall of Fame.